# Шам, Борис Иванович

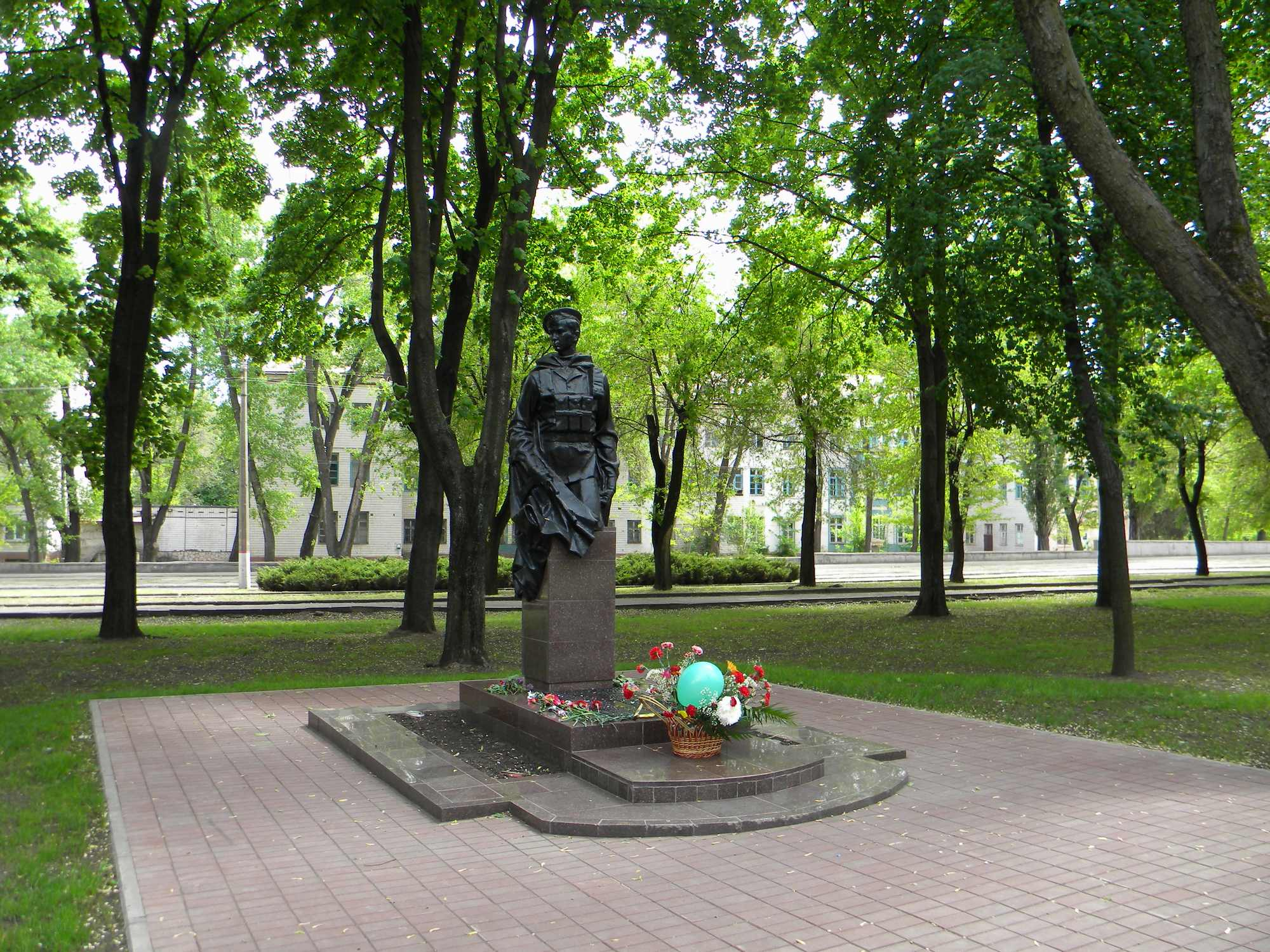
Имя на памятнике воинам-интернационалистам на Дзержинке (Кривой Рог)

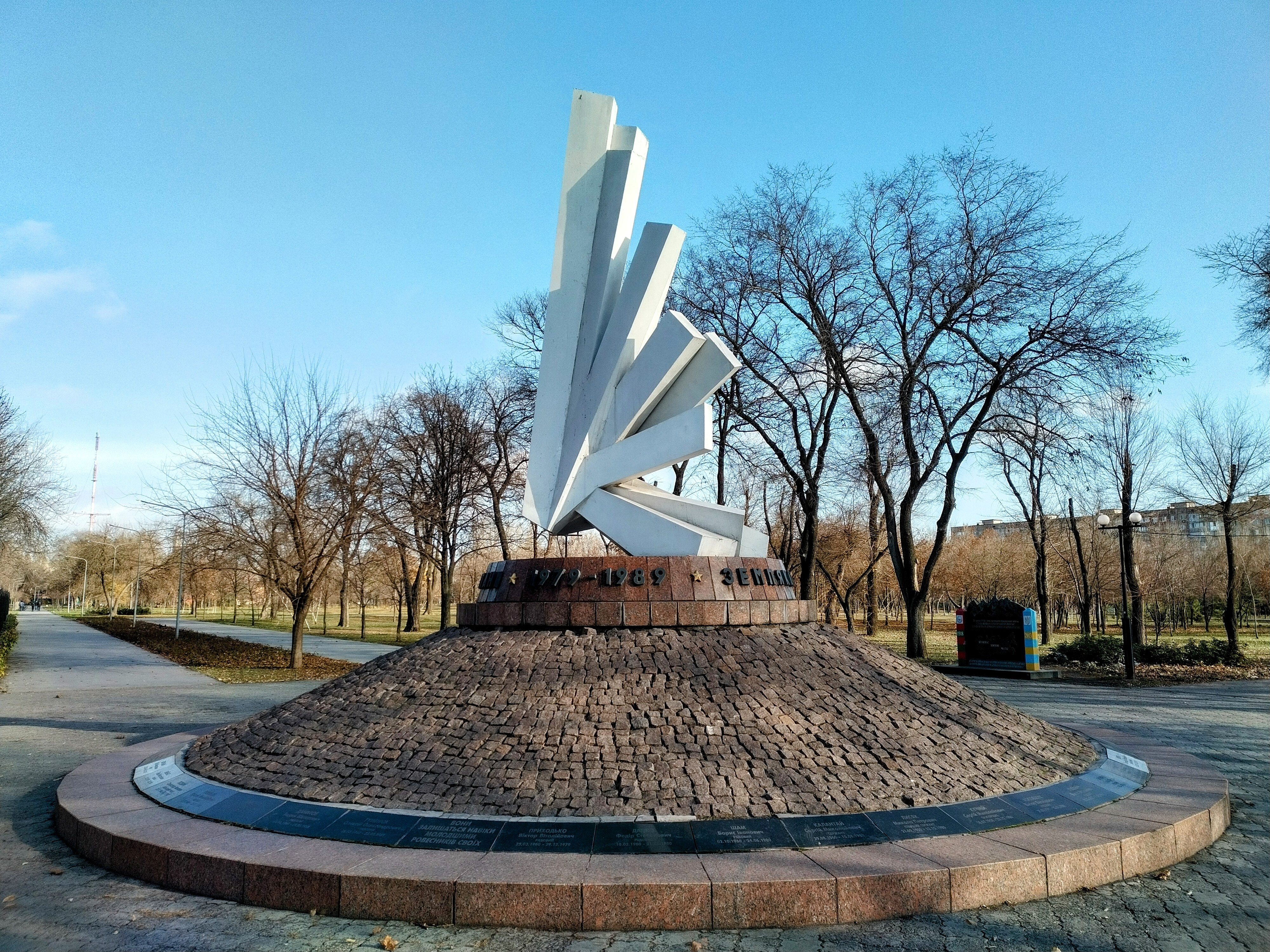
Имя на памятнике воинам-интернационалистам в Юбилейном парке (Кривой Рог)

Шам Борис Иванович (2 октября 1960, Кривой Рог, Днепропетровская область — 24 июня 1980, Афганистан) — советский военнослужащий, рядовой, участник Афганской войны.

## Биография
Родился 2 октября 1960 года в городе Кривой Рог Днепропетровской области.
В 1979 году окончил Криворожский политехнический техникум. Работал рабочим овощехранилища в Рудоуправлении имени С. М. Кирова.
7 мая 1979 года призван в Вооружённые силы СССР Жовтневым районным военным комиссариатом Кривого Рога. В январе 1980 года направлен в состав ограниченного контингента советских войск в Демократическая Республика Афганистан. Служил радиомехаником, неоднократно участвовал в боевых операциях. Проявил себя как хорошо подготовленный, мужественный и самоотверженный воин.
Погиб в бою 24 июня 1980 года в Афганистане.
Похоронен в городе Кривой Рог на Центральном кладбище (участок 6, ряд 21, могила 4).

## Награды
- Орден Красной Звезды (посмертно).

## Память
- Имя на памятнике воинам-интернационалистам Днепропетровщины, погибшим в Афганистане (Днепр)[4];
- Имя на памятнике воинам-интернационалистам на Дзержинке (Кривой Рог);
- Имя на памятнике воинам-интернационалистам на КРЭСе (Кривой Рог);
- Имя на памятнике воинам-интернационалистам в Юбилейном парке (Кривой Рог).